# フジパシフィックミュージック
株式会社フジパシフィックミュージック（英: FUJIPACIFIC MUSIC, Inc.）は、フジサンケイグループ傘下の大手音楽出版社。
フジ・メディア・ホールディングスの連結子会社。通称及び略称は、「フジパ」、「フジパシ」、「FPM」等。

## 概要
1966年、ニッポン放送の子会社・パシフィック音楽出版（PMP）として設立。現会長の朝妻一郎は設立より関わっており、1985年より20年間にわたって社長を務めていたため、「朝妻さんのところ」という呼び方をする業界人も存在する。社名の「パシフィック」も朝妻の考案という。
設立当初は、演歌・歌謡曲の作詞・作曲家はレコード会社との専属契約を結んでいたため、そのようなしがらみがなかった黎明期のフォークに目を付け、原盤権や出版権などの権利を獲得。そのため、同社管理楽曲にはフォークやロック、ニューミュージックのものが多い。元社長の上原徹もフォー・セインツ時代、同社と契約していた。
また、『帰って来たヨッパライ』の原盤権を獲得したザ・フォーク・クルセダーズを皮切りに、大瀧詠一、山下達郎、サザンオールスターズ、オフコース等数多くのアーティストの原盤制作を手掛ける（2023年1月現在は、稲垣潤一、ウルフルズ、トータス松本、BONNIE PINK、Superfly等）。
1985年、フジテレビジョン（以下「フジテレビ」と称す）傘下の音楽出版社であるフジ音楽出版との合併により商号をフジパシフィック音楽出版に変更。フジテレビ系列で放送されたテレビ番組の主題歌などの著作権を保有するだけでなく、1980年代以降、『オールナイトフジ』、『夕やけニャンニャン』、『とんねるずのみなさんのおかげです』、『クイズ!ヘキサゴンII』、『アイドリング!!!』など、番組から派生した楽曲の原盤制作も担当するようになった。おニャン子クラブについては、ファンクラブの運営も担った。
2004年8月には、みずほコーポレート銀行、みずほ信託銀行と共同で同社が保有する約400曲の音楽著作権収入を担保とした「FGMファンド」を設立。
また同年11月には、フジテレビとともに民法上の任意組合「フジ・ミュージックパートナーズ」を設立（出資比率は同社5%、フジテレビ95%だが、業務執行は同社が行う）、シンコーミュージック・エンタテイメントより洋楽の音楽出版事業（現同社SBK事業部）の営業を譲受した。この際、シンコーの関連会社であるシンコーミュージック・パブリッシャーズに出資、フジテレビの連結子会社に加えている。
2005年、フジテレビによるニッポン放送株式取得によりフジテレビの連結子会社となる（2008年完全子会社化）。
2015年1月1日、商号を現在のフジパシフィックミュージックに変更。
著作権管理楽曲は国内約5万曲以上、国外約100万曲以上。売上高、営業利益等は会社概要等では公開していないが、フジ・メディア・ホールディングスの第73期（2014年3月期）報告書によると、売上高が100億円を超えたと報告されている。

### 日本国外での展開
1970年代後半、林哲司、山下達郎、小田和正など日本の作曲家の作品を海外にセールスしていた時期があった。また、1985年には、ビートルズの著作権を管理していた音楽出版社・ATVミュージックの買収を検討、当時フジサンケイグループ議長であった鹿内春雄は興味を示したものの、資金面で断念している（最終的にはマイケル・ジャクソンが4750万ドルで買収）。
1988年にはフジテレビと共同出資でアメリカ合衆国にWindswept Pacific Musicを設立。インディーズとしては北米最大の音楽出版社に成長、またそのイギリス子会社ではスパイス・ガールズの原盤権を保有していたが、その大半を1999年にEMIに2億ドルで売却した。その関係で、同社は日本におけるEMIの楽曲管理を受託していた。なお、EMIの音楽出版部門がソニーを中心とする企業グループに買収されたため、大半の楽曲はソニー・ミュージックパブリッシングが楽曲管理を受託しているが、一部の楽曲はフジパシフィックが引き続き受託している。
その後、売却した残りの楽曲を元にWindswept Holdings LLCを設立、ビヨンセなど人気アーティストを輩出し、2003年には伊藤忠商事と共同でT/Q Music, Inc.を買収、再び全米インディーズ系最大の音楽出版社となったが、2007年にBug Music, Inc.に売却した（Windswept Holdings LLCが7500万ドル、T/Q Music, Inc.が6500万ドル）。これに伴い、米国子会社のFujipacific Music (USA), Inc.、および同社とフジテレビの米国子会社Fujisankei California Entertainment, Inc.（のちのFuji Entertainment America, Inc. (FEA)）が共同で設立したWindswept Classics, Inc.は解散している。なお、FEAは、2008年にはAlan Ett Creative Group, LLCに資本参加し、2009年にも米国内の音楽出版社Arc Music Corporationを買収するなど活動を続けている。
また、別の子会社・Fujipacific Music (West), Inc.では、2014年5月にPulse Musicと業務提携、ケイティ・ペリーのヒット曲などの著作権を保有する米国の音楽出版社・Check Your Pulse LLCの50%を保有する。
2015年1月1日、FEAがFujipacific Music (West), Inc.を合併、商号をFuji Music Group, Inc. (FMG)に変更。朝妻一郎がFMGの会長、2018年から2022年まで社長を務めた小池英彦が同社長に各々就任している。
この他、1994年には香港（Fujipacific Music (S.E. Asia) Ltd.）、1999年には韓国（Fujipacific Music Korea Inc.）に現地子会社を設立している。

## 所属アーティスト
※2023年1月現在

### 作詞家・作曲家
- 秋元康
- イズミカワソラ
- 亀井登志夫
- 太田美知彦
- 加藤ひさし
- 櫻井真一
- 多保孝一
- 松本俊明
- 見岳章
- 山崎燿

など。

### アーティスト（過去の契約者含む）
- アイドリング!!!
- Exist†trace
- 泉谷しげる
- Wink
- ウルフルズ
  - トータス松本
- HR
- ef collage
- 遠藤舞
- 小田和正
- おニャン子クラブ
  - 河合その子
  - うしろゆびさされ組
  - うしろ髪ひかれ隊
    - 工藤静香

  - 国生さゆり
  - 城之内早苗
  - 新田恵利
  - 渡辺満里奈
  - 渡辺美奈代 ほか多数
- オルリコ
- QBS
- 工藤静香
- Glider
- The Cheserasera
- 子供ばんど
- THE COLLECTORS
- サーターアンダギー
- ジェイコブ・コーラ－
- 樹里からん
- suzumoku
- Superfly
- soluz
- 竹仲絵里
- T-ARA
- NEO
- HAPPY
- ハロー!プロジェクト
  - アンジュルム（旧スマイレージ時代含む）[注 1]
  - Juice=Juice[注 2]
- 久石譲
- ビーグルクルー
- フォー・セインツ
- Brand New Vibe
- Heavenstamp
- BONNIE PINK
- 松崎ナオ
- 松本俊明
- まらしぃ
- ももちひろこ
- 森広隆
- 吉田拓郎
- レディオサイエンス
- THE LOCAL ART
- ワカバ
- G=AGE
- おやすみホログラム

など。

## テレビ番組制作
2006年～2018年まで代表取締役社長を務めた上原が映像制作室を新設、テレビ番組の制作に乗り出している。また、フジロックフェスティバルやSUMMER SONICといったライブ映像の制作も行っており（かつては上原が社長を務めていたFuji International Productions (UK) Ltd が制作を担当していた）、2010年7月4日には日本初の音楽ライブ3D生中継番組「倖田來未ライブ3D生中継 『Dream music park in YOKOHAMA STADIUM』」（スカチャン3D）を制作。

### 主なテレビ番組
- Tune（フジテレビ）2017年10月 -
- ミューサタ（フジテレビ）2009年4月 - 2017年10月
- music SCR（MUSIC ON! TV、BSフジ）2006年4月 - 2012年3月
- GGTV -George's Garage-（MUSIC ON! TV）
- （株）洋楽（BSフジ、フジテレビワンツーネクスト）2006年11月 - 2010年3月
- MUSIC SOUP - 45r.p.m.-（フジテレビワンツーネクスト）2009年5月 -
- 綾小路翔の六本木バナナボーイズ（フジテレビワンツーネクスト）2011年11月 -
- ミュードラ（角川モバイルとの共同製作。携帯電話向けの他、フジテレビ On Demand、iTunes Store等で配信）
- ノイタミナ
- あなたの歌謡リクエスト（BSフジ）2014年10月 - 2017年3月
- 昭和歌謡パレード（BSフジ）2017年5月 -
- ちいかわ（フジテレビ）2022年4月 - （同局の朝の情報番組「めざましテレビ」内で毎週火曜日・金曜日に放送されているミニアニメのコーナー。放送終了後。YouTube等で最新話に限り1週間限定で無料配信）